# Asterope (D'Annunzio)
Asterope è una raccolta di poesie di Gabriele D'Annunzio, pubblicata nel 1948 da Zanichelli e nel 1949 da Mondadori come quinto volume delle Laudi del cielo, del mare, della terra e degli eroi.
Contiene componimenti dedicati alla celebrazione della Grande Guerra, scritti e pubblicati sparsi  tra il 1914 e il 1918 e ripubblicati in edizione collettiva nel 1933 col titolo Canti della guerra latina.
La poesia più famosa di questa raccolta è La canzone del Quarnaro, incentrata sulla beffa di Buccari anticipatrice dell'impresa di Fiume.

## Struttura e temi
L'opera si compone di canzoni a sfondo militare ed eroico, con tema centrale la prima guerra mondiale, in cui d'Annunzio vede simbolicamente il completamento dell'Unità d'Italia, poiché ogni soldato in guerra non fa più conto delle sue distinzioni sociali e locali, ma ognuno è un pezzo dell'esercito italiano che ha il solo obiettivo di difendere la patria. Il nemico comune è l'Austria, storica rivale dell'Italia, contro cui d'Annunzio serba rancori ripercorrendo i principali momenti storici durante i moti indipendentisti milanesi nell'800. D'Annunzio appoggia anche la nazione della Serbia, per la ribellione con l'attentato all'arciduca Francesco Ferdinando, da prendere come esempio per gli italiani, affinché gli animi siano più motivati alla guerra. Il libro si conclude con La canzone del Quarnaro, in cui il poeta ricorda l'episodio della beffa di Buccari nel 1918, per risollevare gli animi italiani dopo la disfatta di Caporetto. Lo stile in cui è composto il libro è da un lato molto preciso e conciso, sapientemente mescolato alla retorica militare da orazione, dall'altro d'Annunzio focalizza la guerra come una occasione unica per l'Italia di ritorno alle vecchie glorie militari e culturali, paragonata alla Roma antica conquistatrice, che si batte contro il barbaro impero Austriaco, visto come il barbaro invasore.

## Canzoni
- Ode pour la rèsurrection latine (1914)
- Sur une image de la France croisée (1915)
- Tre salmi per i nostri morti (1916)
- Ode alla nazione Serba (1916)
- Preghiere per l'avvento (1915)
  - Per i morti del mare
  - Per la gloria
  - Per il Re
  - Per la Regina
  - Pel Generalissimo
  - Il Rinato
  - Per i combattenti
  - Per i cittadini
- Preghiera di Doberdò (1916)
- A Luigi Cadorna (1916)
- All'America in armi (1917)
- La preghiera di Sernaglia (1918)
- Cantico per l'ottava della vittoria (1918)
- La canzone del Quarnaro (1918)

## Edizioni
- Canti della guerra latina, Milano, Istituto nazionale per la edizione di tutte le opere di Gabriele D'annunzio (Verona, Officina Bodoni di A. Mondadori), 1933.
- Canti della guerra latina, Roma, Il Vittoriale degli Italiani, 1939.
- Asterope (Canti della guerra latina), con interpretazione e commento di Enzo Palmieri, Bologna, Zanichelli, 1948.
- Asterope, Milano, A. Mondadori, 1949.
- Laudi del cielo del mare della terra e degli eroi: Maia, Elettra, Alcyone, Merope, Canti della guerra latina, a cura di Gianni Oliva, Roma, Grandi tascabili economici Newton, 1995.